# Château de Chambray (Gouville)
Le château de Chambray est une demeure, des XVIe – XVIIe siècles, qui se dresse sur le territoire de la commune française de Gouville dans le département de l'Eure, en région Normandie.
Le château est partiellement inscrit au titre des monuments historiques.

## Localisation
Le château est situé sur la commune de Gouville, dans le département français de l'Eure.

## Historique
Les barons de La Ferté-Fresnel installés dès le XIIe siècle sur les bords de l'Iton possèdent une branche cadette dotée de Chambray et Blandé (Blandey à Roman), dont la souche fut Simon Ier de Chambray, mort avant 1210, frère cadet de Guillaume IV, et fils de Richard II de La Ferté-Fresnel et d'Emmeline de L'Aigle, fille de Richer II de Laigle et sœur de Luce,,.
Les manoirs primitifs, élevés par Simon Ier († av. 1210) et son fils Simon II (fl.1230) ont été complètement transformés au cours des temps par leurs descendants :
- Jean III (mort vers 1460 ; arrière-arrière-petit-fils de Simon II) et son fils Jean IV (mort en 1528) dans la seconde moitié du XVe siècle ;
- Gabriel (1541-1612), fils de Nicolas Ier († 1560) et petit-fils de Jean IV ; son oncle Jean V, mort en 1560, fils puîné de Jean IV, fonde la branche de Ponsay aux alentours de 1600 sous Henri IV ;
- Nicolas-François (1675-1750 ; fils de Nicolas II (1643-1697), petit-fils de Tannegui († 1645), arrière-petit-fils de Gabriel, et frère aîné de Jacques-François (1687-1756). Premier marquis de Chambray au XVIIIe siècle sous Louis XIV et Louis XV ;
- enfin les deux Jacques de Chambray[6],[7], grand-père et petit-fils au XIXe siècle : le marquis Jacques Ier dit le Chouan (1754-1836), petit-fils de Nicolas-François, dernier fils du marquis agronome Louis (1713-1783) et frère puîné du général-marquis Louis-François (1737-1807), fut le père du général-marquis Georges (1783-1848) et le grand-père du marquis Jacques II François alias le Grand Veneur (1828-1910 ; sans postérité).

En 1944, le dernier marquis de Chambray, Simon III (1874-1948 ; petit-cousin du Grand Veneur), fit don du domaine à l'État pour accueillir un lycée agricole en mémoire de son fils, Édouard de Chambray, né en 1912 et tué au combat le 13 mai 1940 en Belgique.

## Description
Le corps de logis construit par Gabriel de Chambray, gentilhomme ordinaire de la chambre du roi Henri III, a été, en 1881, fortement restauré et agrandi par Jacques de Chambray alias le Grand Veneur.

## Le parc
Le parc et les dépendances sont recensés à l'inventaire général du patrimoine culturel.

## Protection
Les façades et toitures du château, de la chapelle, de la poterne, des trois tours de l'ancienne enceinte et de la chartreuse située dans le parc sont inscrites aux monuments historiques par arrêté du 29 octobre 1971.

### Site naturel
Les sites du château et du parc sont classés par arrêté du 15 décembre 1972, l'allée de tilleuls est classée par arrêté du 20 août 1941. L'Ermitage de Chambray fut restauré entre 1993 et 2001 par des bénévoles de l'association Chantiers histoire et architecture médiévales.